# Tony Smith
Charles Anton "Tony" Smith (Wauwatosa, Wisconsin, 14. lipnja 1968.) umirovljeni je američki profesionalni košarkaš. Igrao je na poziciji bek šutera, a izabran je u 2. krugu (51. ukupno) NBA drafta 1990. od strane Los Angeles Lakersa.

## Vanjske poveznice
- Profil na Basketball-Reference.com